# 竹中木版
竹中木版（たけなかもくはん）は、1891年（明治24年）創業、京都府京都市にある木版印刷工房。現当主は四代目摺師竹中清八。

## 概要
1891年に京都市中京区に創業した木版印刷職人工房。創業当時より代々「摺り」の工程を専門とし、その技術は六代目まで継承されている。現在は下京区に移転し、本来木版印刷は分業であるが、竹中木版専属の絵師や彫師、摺師が揃って在籍しており、京版画や伝統木版画など、一貫した木版画制作を可能にしている。
また、長年の技の研鑽と研究により、神社仏閣や美術館などに眠る古い版木の復刻・修復、木版業界を目指す後進育成など、木版印刷の技術保存・発展に寄与している。
1999年には木版印刷の振興・流布を目的として、木版印刷プロモーション会社「竹笹堂」を設立。独自の商品開発や、アーティストとのコラボレーション、木版画教室などを行い、木版業界の新たな需要創設に尽力する。
2011年に創立120周年を記念して回顧展を開催し、貴重な木版画や制作物、工房内を再現したブースなど、様々な展示に多数の来場者で賑わった。

## 主な職人
- 四代目摺師 竹中清八（黄綬褒章・現代の名工）
- 五代目摺師 竹中健司（絵師兼任）
- 六代目摺師 原田裕子（絵師兼任）

他、摺師・彫師多数所属

## 主な作品・制作物
- 初版復刻摺り -「孔雀明王像」（複製木版画・仁和寺所蔵）、喜多川歌麿「狐釣之図」「蹴鞠之図」、長谷川小信「大江山鬼人退治」
- 木版画復刻 - 喜多川歌麿「高島おひさ」、葛飾北斎「富嶽三十六景神奈川沖浪裏」、歌川豊国「役者絵」（ボストン美術館 ホノルル美術館 所蔵）、歌川広重「京都名所之内 嵐山満花」
- 日本画摺り - 小野竹喬「京の灯」、前田青邨「紅白梅」、伊藤若冲「玄圃瑤華」、神坂雪佳「百々世草」、上村松園「美人画」
- 京老舗特注品 - 料紙便箋、京扇子、京団扇、掛け紙など